# Урсула Маєр
Урсу́ла Ма́єр (фр. Ursula Meier; нар. 24 червня 1974, Безансон, Франція) — франко-швейцарська кінорежисерка, сценаристка, кінопродюсер та акторка.

## Біографія
Урсула Маєр народилася 24 червня 1974 в місі Безансоні у Франції. Професійну освіту здобула в бельгійському Інституті мистецтв (фр. Institut des Arts de Diffusion). Працювала помічником режисера у відомого швейцарського режисера Алена Таннера, зокрема, на його фільмах «Фурбі» (1996) та «Йонас і Ліла, до завтра».
Свій перший серйозний приз Урсула Маєр виграла за короткометражку «Безсонні години» (1998), отримавши Спеціальний приз журі на Фестивалі короткометражного кіно у Клермон-Феррані, а також Міжнародний приз на кінофестивалі в Торонто та змагалася за Приз за найкращий короткометражний фільм на 29-му Київському міжнародному кінофестивалі «Молодість» 1999 року.
Широкої популярності Маєр досягла після виходу фільму «Сестра» (2012), за якого отримала «Срібного ведмедя» на 62-му Берлінському кінофестивалі. Фільм також був висунутий Швейцарією на здобуття премії в номінації Найкращий фільм іноземною мовою на 85-й церемонії «Оскара», але не пройшов до фінального короткого списку.
Після кількох короткометражок у 2008 році Урсула Маєр зрежисувала за власним сценарієм свій перший повнометражний фільм «Дім» — притчу про ро́злад окремого індивідуума з суспільством на базі типової людської драми з Ізабель Юппер у головній ролі. Фільм здобув кілька нагород швейцарської кінопремії «Кварц-2009» («Найкращий художній фільм», «Найкращий сценарій» та «Найкращий молодий актор»).
У 2013 році Урсула Маєр входила до складу міжнародного журі 35-го Московського кінофестивалю очолюваного іранський кінорежисером Мохсеном Махмальбафом.
У 2014 році Маєр брала участь у створенні фільму «Мости Сараєва», колективній роботі 13-ти європейських кінематографістів, яка брала участь у програмі спеціальних показів на 67-му Каннського кінофестивалю.
У 2018 році Маєр очолювала журі «Золотої камери» (фр. Caméra d'or) — премії за найкращий дебютний повнометражний фільм на 71-му Каннському міжнародному кінофестивалі.

## Фільмографія
Режисерка, сценаристка та продюсер
| Рік  |     | Назва українською                     | Оригінальна назва                         | Режисер | Сценарист | Продюсер |
| ---- | --- | ------------------------------------- | ----------------------------------------- | ------- | --------- | -------- |
| 1998 | к/м | Безсонні години                       | Des heures sans sommeil                   | Так     | Так       |          |
| 2001 | к/м | Усі за стіл                           | Tous à table                              | Так     | Так       |          |
| 2003 | т/ф | Сильні плечі                          | Des épaules solides                       | Так     | Так       |          |
| 2008 |     | Дім                                   | Home                                      | Так     | Так       |          |
| 2012 |     | Сестра                                | L'enfant d'en haut                        | Так     | Так       |          |
| 2013 |     | Казус Блохера                         | L'expérience Blocher                      |         |           | Так      |
| 2014 |     | Мости Сараєва                         | Ponts de Sarajevo                         | Так     |           |          |
| 2014 | к/м | Тихий Муджо                           | Quiet Mujo                                | Так     | Так       |          |
| 2015 | к/м | Кейсі Моттет Кляйн: Народження актора | Kacey Mottet Klein, Naissance d'un acteur | Так     | Так       |          |
| 2017 |     | Паризька опера                        | L'Opéra                                   |         |           | Так      |
| 2017 |     | Щоденник мого розуму                  | Journal de ma tête                        | Так     | Так       |          |

Акторка
| Рік  |    | Українська назва      | Оригінальна назва             | Роль                    |
| ---- | -- | --------------------- | ----------------------------- | ----------------------- |
| 2004 | ф  | Дурний хлопець        | Garçon stupide                |                         |
| 2008 | ф  | Інший чоловік         | Un autre homme                |                         |
| 2009 | тф | Коротка ніч 2009 року | La nuit du court 2009         | гостя                   |
| 2013 | ф  | Довгі хвилі           | Les grandes ondes (à l'ouest) | бельгійська журналістка |

## Визнання
| Рік                                                                       | Категорія                                                                 | Фільм                                 | Результат |
| ------------------------------------------------------------------------- | ------------------------------------------------------------------------- | ------------------------------------- | --------- |
| Міжнародний кінофестиваль короткометражного кіно у Клермон-Феррані        |                                                                           |                                       |           |
| 1999                                                                      | Спеціальний приз журі                                                     | Безсонні години                       | Перемога  |
| 2001                                                                      | Дослідницька премія                                                       | Безсонні години                       | Перемога  |
| 2001                                                                      | Премія глядачів                                                           | Безсонні години                       | Перемога  |
| 2001                                                                      | Премія преси                                                              | Безсонні години                       | Перемога  |
| Київський міжнародний кінофестиваль «Молодість»                           |                                                                           |                                       |           |
| 1999                                                                      | Приз за найкращий короткометражний фільм                                  | Безсонні години                       | Номінація |
| Фестиваль жіночого кіно в Кретеї                                          |                                                                           |                                       |           |
| 2001                                                                      | Найкращий франкомовний короткометражний фільм                             | Усі за стіл                           | Перемога  |
| Швейцарська кінопремія                                                    |                                                                           |                                       |           |
| 2002                                                                      | Найкращий короткометражний фільм                                          | Усі за стіл                           | Номінація |
| 2004                                                                      | Найкращий фільм                                                           | Сильні плечі                          | Номінація |
| 2009                                                                      | Найкращий фільм                                                           | Дім                                   | Перемога  |
| 2009                                                                      | Найкращий сценарій                                                        | Дім                                   | Перемога  |
| 2013                                                                      | Найкращий фільм                                                           | Сестра                                | Перемога  |
| 2013                                                                      | Найкращий сценарій                                                        | Сестра                                | Перемога  |
| 2015                                                                      | Найкращий короткометражний фільм                                          | Тихий Муджо                           | Номінація |
| 2016                                                                      | Найкращий короткометражний фільм                                          | Кейсі Моттет Кляйн: Народження актора | Перемога  |
| Кінофестиваль в Аванці                                                    |                                                                           |                                       |           |
| 2003                                                                      | Приз кіно — Найкращий художній фільм                                      | Сильні плечі                          | Перемога  |
| Кінофестиваль у Мар-дель-Плата                                            |                                                                           |                                       |           |
| 2008                                                                      | Найкращий фільм                                                           | Дім                                   | Номінація |
| Братиславський міжнародний кінофестиваль                                  |                                                                           |                                       |           |
| 2008                                                                      | Гран-прі                                                                  | Дім                                   | Номінація |
| Премія «Сезар»                                                            |                                                                           |                                       |           |
| 2009                                                                      | Найкращий дебютний фільм                                                  | Дім                                   | Номінація |
| Приз Консорціуму письменників і композиторів (SACD)                       |                                                                           |                                       |           |
| 2018                                                                      | Нагорода «Нові таланти у кіно»                                            | Нагорода «Нові таланти у кіно»        | Перемога  |
| Берлінський міжнародний кінофестиваль                                     |                                                                           |                                       |           |
| 2012                                                                      | Золотий ведмідь                                                           | Сестра                                | Номінація |
| 2012                                                                      | Срібний ведмідь — Спеціальна нагорода                                     | Сестра                                | Перемога  |
| 2015                                                                      | Кришталевий ведмідь — Найкращий короткометражний фільм (Generation Kplus) | Кейсі Моттет Кляйн: Народження актора | Номінація |
| Премія Європейської кіноакадемії                                          |                                                                           |                                       |           |
| 2012                                                                      | Приз молодіжної аудиторії                                                 | Сестра                                | Номінація |
| Люблянський міжнародний кінофестиваль                                     |                                                                           |                                       |           |
| 2012                                                                      | Приз ФІПРЕССІ                                                             | Сестра                                | Перемога  |
| Стокгольмський міжнародний кінофестиваль                                  |                                                                           |                                       |           |
| 2012                                                                      | Бронзовий кінь за найкращий фільм                                         | Сестра                                | Номінація |
| Афінський міжнародний кінофестиваль                                       |                                                                           |                                       |           |
| 2012                                                                      | Золота Афіна за найкращий фільм                                           | Сестра                                | Перемога  |
| Премія «Незалежний дух»                                                   |                                                                           |                                       |           |
| 2013                                                                      | Найкращий міжнародний                                                     | Сестра                                | Номінація |
| Міжнародний кінофестиваль короткометражного кіно у Вінтертурі (Швейцарія) |                                                                           |                                       |           |
| 2015                                                                      | Найкращий короткометражний фільм                                          | Тихий Муджо                           | Перемога  |

## Громадська позиція
У липні 2018 підтримала петицію Асоціації французьких кінорежисерів на захист ув'язненого у Росії українського режисера Олега Сенцова